# Driscoll, Texas
Driscoll là một thành phố thuộc quận Nueces, tiểu bang Texas, Hoa Kỳ. Năm 2010, dân số của xã này là 739 người.

## Dân số
- Dân số năm 2000: 825 người.
- Dân số năm 2010: 739 người.